# Dalipebináu
Dalipebináu  (en yapés, Dalipeebinaew) es un municipio de Estados Federados de Micronesia, en el estado de Yap.